# Isao Tomita
Isao Tomita (Japans: 冨田 勲, Tomita Isao) (Tokio, 22 april 1932 – aldaar, 5 mei 2016) was een Japans componist van elektronische muziek. Hij maakte vaak gebruik van Klangfarbenmelodie, waarbij hij de melodielijn over meerdere synthesizerstemmen verdeelt.

## Biografie
Tomita werd geboren als zoon van een arts. Toen hij drie was verhuisde hij met zijn vader naar China, waar Tomita opgroeide in Qingdao en Peking. Toen hij na vijf jaar leerplichtig werd, keerde hij naar Japan terug waar hij opgroeide in Okazaki, de geboorteplaats van zijn vader. Vervolgens volgde Tomita een middelbare school die was verbonden aan de Keio Universiteit, en daarna studeerde hij esthetica en kunstgeschiedenis aan de Keio Universiteit. Daarnaast volgde hij privéles in orkestratie en compositieleer. Tomita studeerde in 1955 af en werd fulltime componist voor televisie, film en theater. Hij componeerde onder andere de muziek voor het Japanse Olympisch turnteam op de Olympische Zomerspelen 1956 in Melbourne.
Aan het eind van de jaren zestig hoorde hij hoe Wendy Carlos klassieke muziek uitvoerde op een Moogsynthesizer. Tomita ging zich met elektronische muziek bezighouden, kocht ook een Moogsynthesizer en zette thuis een geluidstudio op. Hij begon met het voor synthesizer arrangeren van stukken van Claude Debussy en bracht van deze muziek in 1974 een album uit, Snowflakes Are Dancing, dat een wereldwijd succes werd. Zijn versie van Arabesque Nr. 1 werd gebruikt als muzikaal thema voor Star Gazer een astronomie-serie van Jack Horkheimer, die op de meeste PBS-stations was te zien. In hetzelfde jaar componeerde Tomita de muziek voor de Japanse film Prophecies of Nostradamus van Toshio Masuda.
Hij bracht hierna nog diverse albums uit. De meest bekende hiervan zijn zijn arrangementen voor synthesizer van klassiekers, zoals  de Vuurvogelsuite van Igor Stravinsky; de Schilderijententoonstelling van Modest Moessorgski; Daphnis et Chloé en de Bolero van Maurice Ravel (The Ravel Album) en Gustav Holsts The Planets. Hij was ook betrokken bij Fight! Mighty Jack (1995).
Tomita heeft verschillende  "Sound Cloud"-concerten gegeven; openluchtconcerten met rondom luidsprekers die het publiek hullen in een "wolk van geluid".  In 1984 gaf hij op het jaarlijkse Ars Electronica-festival in Linz een groot concert, "Mind of the Universe", waarbij hij instrumenten bespeelde in een glazen piramide die was opgehangen boven een publiek van 80.000 mensen. Twee jaar later gaf hij een concert in New York bij de viering van het honderdjarig bestaan van het Vrijheidsbeeld ("Back to the Earth"), en in 1988 een concert in Sydney bij de viering van het tweehonderdjarig bestaan van Australië. Dit laatste concert was onderdeel van een schenking ter waarde van 7 miljoen Australische dollars van Japan aan New South Wales, die onder meer het grootste vuurwerk omvatte dat destijds ooit was afgestoken. Het recentste concert van Tomita vond plaats in 1997 in Nagoya, met gastoptredens van Ray Charles, Dionne Warwick en Rick Wakeman.
Aan het eind van de jaren negentig componeerde hij "Genji Monogatari", een hybride stuk voor orkest en synthesizer, geïnspireerd op de gelijknamige roman van Murasaki Shikibu uit de 11e eeuw. Het werd uitgevoerd door symfonieorkesten in Tokio, Los Angeles en Londen. In 1999 werd een live-registratie uitgebracht op cd, in 2000 volgde een studio-opname.
In 2003 kreeg Tomita een Japanse prijs voor zijn filmmuziek bij The Twilight Samurai (2002) van Yoji Yamada. Hij overleed op 84-jarige leeftijd in het Tokyo Metropolitan Hiroo Hospital als gevolg van hartfalen.

## Discografie
- 1966 · Jungle Taitai Song Collection
- 1966 · Jungle Taitai Symphonic Poem
- 1972 · Switched-On Rock (Electric Samurai)
- 1974 · Snowflakes Are Dancing
- 1975 · Pictures at an Exhibition
- 1975 · Firebird Suite
- 1976 · The Planets
- 1977 · Sound Creature; was een elpee waarop de experimenten stonden van de voorgaande albums;
- 1977 · Kosmos-Space Fantasy
- 1979 · The Bermuda Triangle
- 1979 · Greatest Hits
- 1980 · The Ravel Album (Bolero)
- 1981 · Greatest Hits Volume 2
- 1982 · Grand Canyon
- 1984 · Dawn Chorus - Canon of the Three Stars
- 1984 · Best of Tomita
- 1984 · Space Walk
- 1985 · The Mind of the Universe - Live at Linz
- 1988 · Back to the Earth - Live in New York
- 1989 · Misty Kid of Wind
- 1992 · Storm from the East
- 1993 · Hansel und Gretel (VHS, LD)
- 1993 · School
- 1994 · The First Emperor (musical supervisor)
- 1994 · Shin-nihon-kikou
- 1994 · Nasca Fantasy
- 1996 · Bach Fantasy
- 1997 · Jungle Emperor Leo
- 1997 · Different Dimensions
- 1998 · Gakko I-III
- 1999 · The Tale of Genji (live)
- 2000 · 21 seiki e no densetsushi Shigeo Nagashima
- 2000 · Tale of Genji Symphonic Fantasy (studio)
- 2001 · Sennen no Koi - Hikaru Genji Monogatari
- 2002 · Tokyo Disney Sea Aquasphere Theme Music
- 2003 · The Planets 2003
- 2003 · Tomita on NHK (compilation)
- 2003 · Twilight Samurai
- 2004 · Kakushi ken oni no Tsume
- 2005 · Black Jack: Futari no kuroi isha
- 2012 · Clair de Lune